# Никос и Сократис Эримис
Никос и Сократис Эримис (греч. Νίκος & Σωκράτης Ερήμης) — кипрский футбольный клуб, базирующийся в деревне Эрими (район Лимасол). Клуб был основан в 1956 году. Сезон 2013/2014 команда проводит во Втором дивизионе. Клубные цвета — жёлтый и чёрный.

## История выступления
| Сезон   | Дивизион | Место |
| ------- | -------- | ----- |
| 2008/09 | D        | 7-е   |
| 2009/10 | D        | 2-е   |
| 2010/11 | C        | 10-е  |
| 2011/12 | C        | 2-е   |
| 2012/13 | B        | 6-е   |